# Geheimnisvolle Tiefe
Geheimnisvolle Tiefe is een Oostenrijkse dramafilm uit 1949 onder regie van Georg Wilhelm Pabst.

## Verhaal
Dr. Benn Wittich is een gepassioneerde speleoloog, die volledig opgaat in zijn werk. Zijn verloofde Cornelia laat zich verleiden door een rijke industrieel. Wanneer ze nadien terugkeert naar Ben, gaan ze samen grotten bekijken in de Pyreneeën. Ze komen daarbij om het leven.

## Rolverdeling
| Acteur             | Personage         |
| ------------------ | ----------------- |
| Paul Hubschmid     | Dr. Benn Wittich  |
| Ilse Werner        | Cornelia          |
| Stefan Skodler     | Robert Roy        |
| Elfe Gerhart       | Charlotte         |
| Hermann Thimig     | Heinemann         |
| Maria Eis          | Mevrouw Willard   |
| Harry Leyn         | Levantijn         |
| Ulrich Bettac      | Kessler           |
| Otto Schmöle       | President Ries    |
| Robert Tessen      | Bobby Ries        |
| Helli Servi        | Juffrouw Krümmel  |
| Ernst Waldbrunn    | Mijnheer Peters   |
| Ida Russke         | Mevrouw Peters    |
| Josef Fischer      | Mijnheer Pfeifer  |
| Josefine Berghofer | Juffrouw Bernhard |